# Douglas Jung
Pour les articles homonymes, voir Jung.
Douglas Jung, CM OBC CD MP (chinois traditionnel : 鄭天華 ; chinois simplifié : 郑天华 ; pinyin : Zhèng Tiānhuá), né le 25 février 1924 à Victoria en Colombie-Britannique et mort le 4 janvier 2002 à Vancouver, est un avocat, homme politique, officier militaire et agent secret de la Direction des opérations spéciales. Conservateur, il est le premier membre d'une minorité visible élu au Parlement du Canada, ainsi que le premier membre du Parlement canadien (MP) d'origine chinoise et asiatique à la Chambre des communes du Canada.

## Biographie

### Jeunesse, carrière militaire et éducation
Douglas Jung naît le 25 février 1924 à Victoria en Colombie-Britannique. Son père, Jung Yik Ching, a immigré au Canada et est originaire de Guangdong en Chine. Le prénom Douglas, vient de la rue Douglas de sa ville de naissance. 
Pendant son enfance, le gouvernement du Canada adopte de nombreux textes de loi qui privent les chinois du droit de vote au Canada. Douglas Jung et un groupe de jeunes hommes de Colombie-Britannique s'enrôlent dans l'Armée canadienne pendant la Seconde Guerre mondiale afin de modifier le statut des Canadiens d'origine chinoise.

#### Seconde Guerre mondiale
Bien que Douglas Jung se soit enrôlé dans l'Armée canadienne en 1939, il ne reçoit sa première affectation qu'en 1944, principalement parce que les personnalités politiques d'Ottawa et de Victoria ne veulent pas s'occuper de la question de l'émancipation des chinois après la guerre. Cependant, la Direction des opérations spéciales de Winston Churchill recrute Douglas Jung et un groupe de soldats sino-canadiens dans la Force 136, une équipe d'agents secrets qui se déploie en Malaisie britannique pour former les guérillas locales à résister à l'armée impériale japonaise occupant la Malaisie et Singapour. La mission des soldats canadiens d'origine asiatique est connue sous le nom d'opération Oblivion. Ils reçoivent une formation de parachutiste en Australie et se préparent à combattre dans le Pacifique Sud-Ouest. Cependant, l'opération est brutalement annulée. Douglas Jung se déploie alors à Bornéo et en Nouvelle-Guinée, territoires britanniques occupés par les Japonais, et dirige ses troupes dans des missions de recherche et de sauvetage,.

#### Après la Seconde Guerre mondiale
Après la guerre, les chinois du Canada sont émancipés en 1947. Le  ministère des Anciens combattants fournit des fonds pour que Douglas Jung et ses camarades sino-canadiens puissent obtenir une formation universitaire. Douglas Jung est diplômé de l'université de Colombie-Britannique en 1953, avec une licence ès lettres et une licence en droit. Il est admis au barreau de la Colombie-Britannique en 1954.

### Carrière politique
Douglas Jung rejoint le Parti progressiste-conservateur au début des années 1950. Il avait juré de ne pas adhérer au Parti libéral du Canada en raison de sa législation raciste contre les chinois dans le passé. Douglas Jung est élu député en 1957, représentant la circonscription de Vancouver-Centre, sous le gouvernement de John Diefenbaker. Dans son premier discours à la Chambre des communes, il exhorte le Canada à jouer un rôle de premier plan en servant de pont vers les pays riverains du Pacifique.
Douglas Jung participe également au débat sur la mise en œuvre en 1960 par l'honorable Ellen Fairclough, ministre de la Citoyenneté et de l'Immigration, du programme de déclaration d'ajustement chinois qui accorde l'amnistie aux immigrants illégaux de Hong Kong, également appelés « Paper Sons ». Il représente également le Canada aux Nations unies en tant que membre suppléant de la délégation juridique aux Nations unies (Source : ministère des Affaires étrangères).
Il reçoit de nombreuses distinctions, dont l'Ordre du Canada et l'Ordre de la Colombie-Britannique, les plus hautes distinctions qu'un citoyen peut recevoir respectivement des gouvernements fédéraux et provinciaux. D'autres prix lui sont décernés par l'Association chinoise de bienfaisance, le Centre culturel chinois S.U.C.C.E.S.S., le Conseil national des Canadiens chinois et l'Association chinoise à Moose Jaw (Saskatchewan), Thunder Bay et Toronto (Ontario), ainsi que par l'Association québécoise de la citoyenneté canadienne japonaise à Montréal.

### Autres accomplissements
Douglas Jung est également une figure marquante de la communauté, en particulier de la communauté chinoise de Vancouver. Parmi eux, on compte : Président à vie de l'unité n° 280 des Vétérans de l'armée, de la marine et de l'aviation au Canada, patron du S.U.C.C.E.S.S : Directeur de l'Orchestre symphonique de Vancouver. B.C. : Directeur adjoint de la célébration régionale du 125e anniversaire du Canada par le gouverneur général en 1992. Directeur des relations avec l'Extrême-Orient de l'Association des anciens parlementaires et président de l'Association japonaise de karaté du Canada, qui lui décerne une ceinture noire de sixième degré.
Le 7 septembre 2007, l'honorable Jason Kenney, secrétaire d'État (Multiculturalisme et Identité canadienne) annonce que l'édifice fédéral situé au 401, rue Burrard à Vancouver porterait le nom de Douglas Jung, premier Canadien d'origine chinoise élu au Parlement

### Mort
Alors qu'il marche avec d'autres vétérans en 1995, Douglas Jung subit une grave crise cardiaque. Il ne s'en rétablit jamais complètement et meurt en 2002.

### Presse écrite
- (en) Tom Hawthorn, « Lawyer-MP led a life full of firsts », The Globe and Mail,‎ 2 février 2002, F9 (Nécrologie)
- (en) Tom Hawthorn, « First Chinese MP to be honoured », The Edmonton Sun,‎ 8 septembre 2007 (lire en ligne)